# Allans Vargas
Allans Vargas, né le 25 septembre 1993 à San Pedro Sula, est un footballeur international hondurien. Il évolue au poste de défenseur avec le club du CD Marathón.

## Biographie

### En équipe nationale
Il participe avec la sélection olympique aux Jeux olympiques d'été de 2016 organisés au Brésil. Lors du tournoi olympique, il est titulaire indiscutable et joue six matchs. Le Honduras rate de peu la médaille de bronze.
Il reçoit sa première sélection en équipe du Honduras le 8 octobre 2016, en amical contre le Belize (victoire 1-2).